# 月の輪古墳
月の輪古墳（つきのわこふん）は、岡山県美咲町飯岡（ゆうか）の大平山（標高320メートル）山頂に5世紀前半に築かれた古墳である。

## 概要
本古墳は、年代からも、内容からも、地域集団の首長の墳墓であると考えられている。
直径60メートル、高さ10メートルの大型円墳で中腹に1メートルの段が設けられ、北側裾に造り出しがある。墳頂の平坦部は直径17メートルで、木棺粘土槨が2基あった。斜面には角ばった石で葺石が敷かれ、墳頂周囲・段上・裾には円筒埴輪と朝顔形埴輪が並べられていた。
1953年（昭和28年）8月から12月にかけて、岡山大学助手（当時）の近藤義郎を中心に地元の住民や教師、学生らによって発掘調査が行われた。この調査は、周辺地域の関連遺跡と月の輪古墳の全面発掘が行われた。こうして弥生時代以降の生産力の高まり、さらに前期古墳の歴史的性格を理論的実証的に明らかにする道を開いた。この一連の活動・調査は「月の輪方式」と呼ばれ学術的、教育的、また地域運動としても当時の話題となった。この記録は翌1954年（昭和29年）スライドと記録映画となり、文集『月の輪教室』として記録された。古墳は1959年（昭和34年）9月15日に岡山県指定史跡に指定された。
この調査で墳頂部の2基の木棺のうち、中央のものは全長565センチメートルで男性と見られる遺骸と首飾り・鏡・鉄製短甲・革製草摺・刀・剣・鉄鏃・銅鏃などの副葬品が出土した。南側の木棺は全長310センチメートルで女性と見られる遺骸と首飾り・漆塗竹櫛・鏡・刀・剣・鉄針・石釧などの副葬品が出土した。北側裾の造り出しからも木棺粘土槨が発見されたが中からは何も出土しなかった。
これらの出土品は、山麓の飯岡地区に1974年（昭和49年）建造された文化財収蔵庫（月の輪郷土資料館）に収蔵されており、1984年（昭和59年）4月10日に岡山県指定重要文化財に指定された。飯岡地区では毎年8月15日頃「月の輪踊りの夕べ」を開催し、盆祭りのなかで月の輪古墳発掘調査を記念している。

## 所在地
- 岡山県久米郡美咲町飯岡

## 月の輪地域
岡山県の中東部、吉井川・吉野川の合流地点付近を中心とする地域を、月の輪地域と呼ぶこととする。この地域一帯は、弥生時代中期なかば過ぎると開拓も進み、人々が定着するところも広がった。扇状地や標高約300メートルの吉備高原などに弥生時代の遺物発見地がおよそ50余カ所ある。後期には、沖積平野の一部特に低湿地帯の水田化が始まったと考えられている。月の輪古墳の位置する地域は飯岡上（ゆうかかみ）地区で、山塊や丘陵および扇状地である。古墳時代の集落遺跡は、土師器や須恵器の包含層によって知られ、後期には、集落の分布が流域の平地や付近の山裾に拡大している。このことは古墳時代には沖積平野の水田化が進んだことを示しており、平地の開墾という事業が進められ、人々の集団を結合させる役割を担ったと考えられる。そして、集団の結合が首長墳として現れる。首長墳と思われる月の輪古墳を含む地域に古墳が集中しており、22基知られている。そのうち15基は後期古墳に推定される小墳、2基は時期不明で箱式石棺をもつ小墳、5基は、1基ははっきりしないが4基は前期と考えられ、比較的大型で、山頂や尾根上に位置している。そのうち、特に月の輪古墳と釜の上古墳（円墳径55メートル、埴輪・葺石あり、おそらく木棺粘土槨）が大きい。